# 蒙哥馬利 (麻薩諸塞州)
蒙哥馬利（英語：Montgomery）是一個位於美國麻薩諸塞州漢登縣的鎮。

## 人口
根據2020年美國人口普查的數據，蒙哥馬利的面積為39.30平方千米，當中陸地面積為39.00平方千米，而水域面積為0.30平方千米。當地共有人口819人，而人口密度為每平方千米21人。